# Pomnik Bohdana Stefanowskiego w Łodzi
Pomnik Bohdana Stefanowskiego – pomnik Bohdana Stefanowskiego w Łodzi, znajdujący się pośród budynków Politechniki Łódzkiej.
Pomnik, mający formę popiersia, został odsłonięty w 1983 roku, w setną rocznicę urodzin uczonego; jego autorką jest łódzka rzeźbiarka Krystyna Fałdyga-Solska. Na początku roku akademickiego przedstawiciele władz uczelni tradycyjnie składają pod pomnikiem kwiaty.